# Johann von Wessenberg

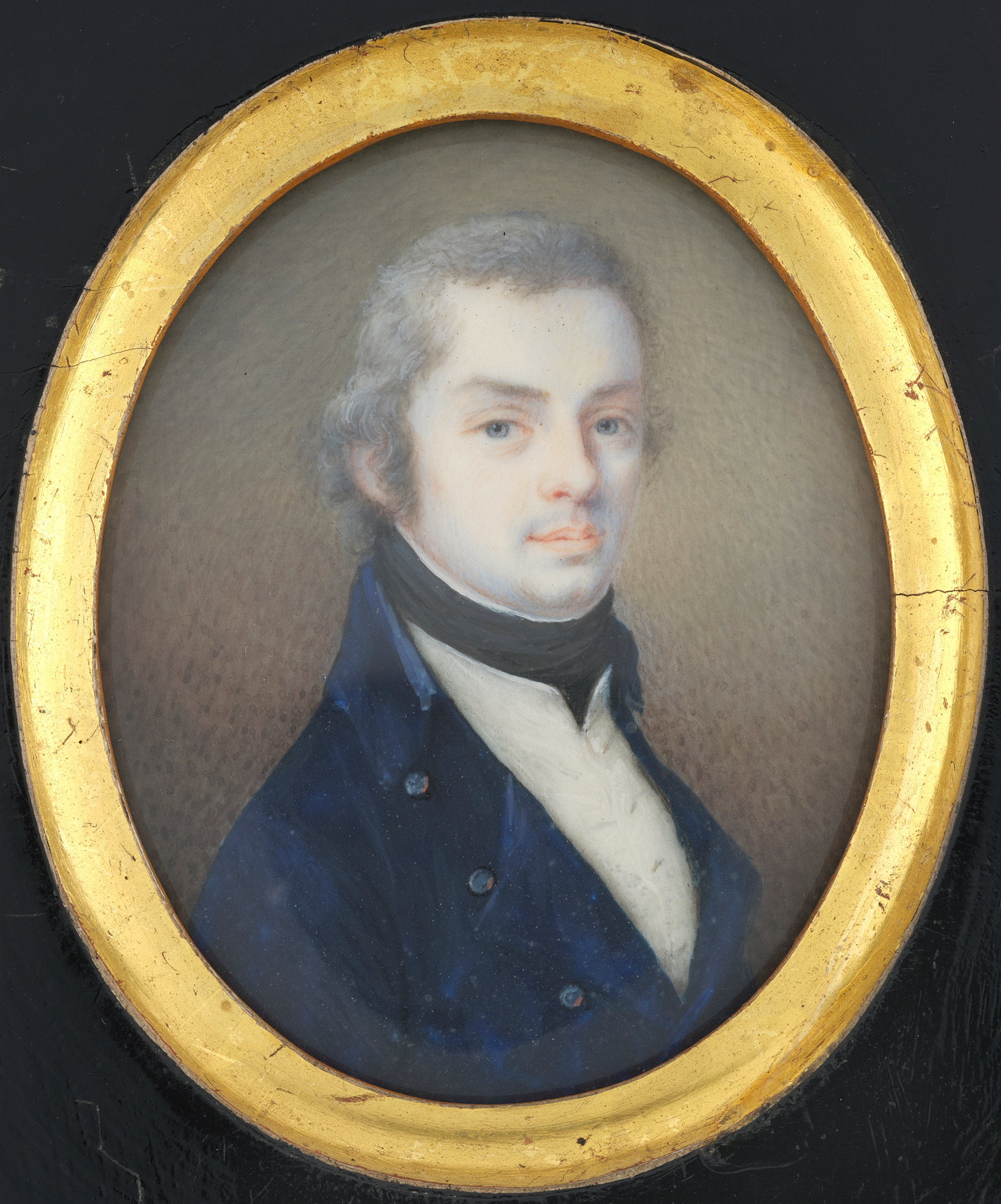
Johann Philipp von Wessenberg, Porträt von Wendelin Moosbrugger

Johann Philipp Freiherr von Wessenberg-Ampringen (* 28. November 1773 in Dresden; † 1. August 1858 in Freiburg im Breisgau) war ein österreichischer Diplomat und Staatsmann. 

## Leben
Er war der Sohn des Freiherrn Philipp Karl von Wessenberg, der in Dresden als österreichischer Gesandter tätig gewesen war. Seine Jugendjahre verbrachte er überwiegend im Elsass und in Frankreich. 
Nach dem Tod des Vaters 1794 trat er bei der vorderösterreichischen Regierung in Freiburg in den österreichischen Staatsdienst. Er war von 1809 bis 1810 österreichischer Gesandter in Berlin, 1811 bis 1813 und 1818 bis 1820 in gleicher Position in München und 1830 bis 1835 in Den Haag. Von Juni bis November 1848 war Johann von Wessenberg Minister des Äußern und Ministerpräsident. Als am 6. Oktober 1848 Truppen der K.k. Armee von Wien aus gegen das aufständische Ungarn ziehen sollten, kam es zum Wiener Oktoberaufstand. Kriegsminister von Latour, der den Abmarsch der Truppen befohlen hatte, wurde von der aufgebrachten Volksmenge gelyncht. Nachdem den Aufständischen die Eroberung des Kaiserlichen Zeughauses in der Renngasse gelungen war, verließen Kaiser Ferdinand, das kaiserliche Militär und die Regierung Wien. Kaiserliche Truppen unter Fürst Windisch-Graetz brachten die Hauptstadt Wien bis zum 31. Oktober wieder unter ihre Kontrolle. Am 21. November 1848 wurde Felix zu Schwarzenberg zum Nachfolger von Wessenbergs als Ministerpräsident ernannt.

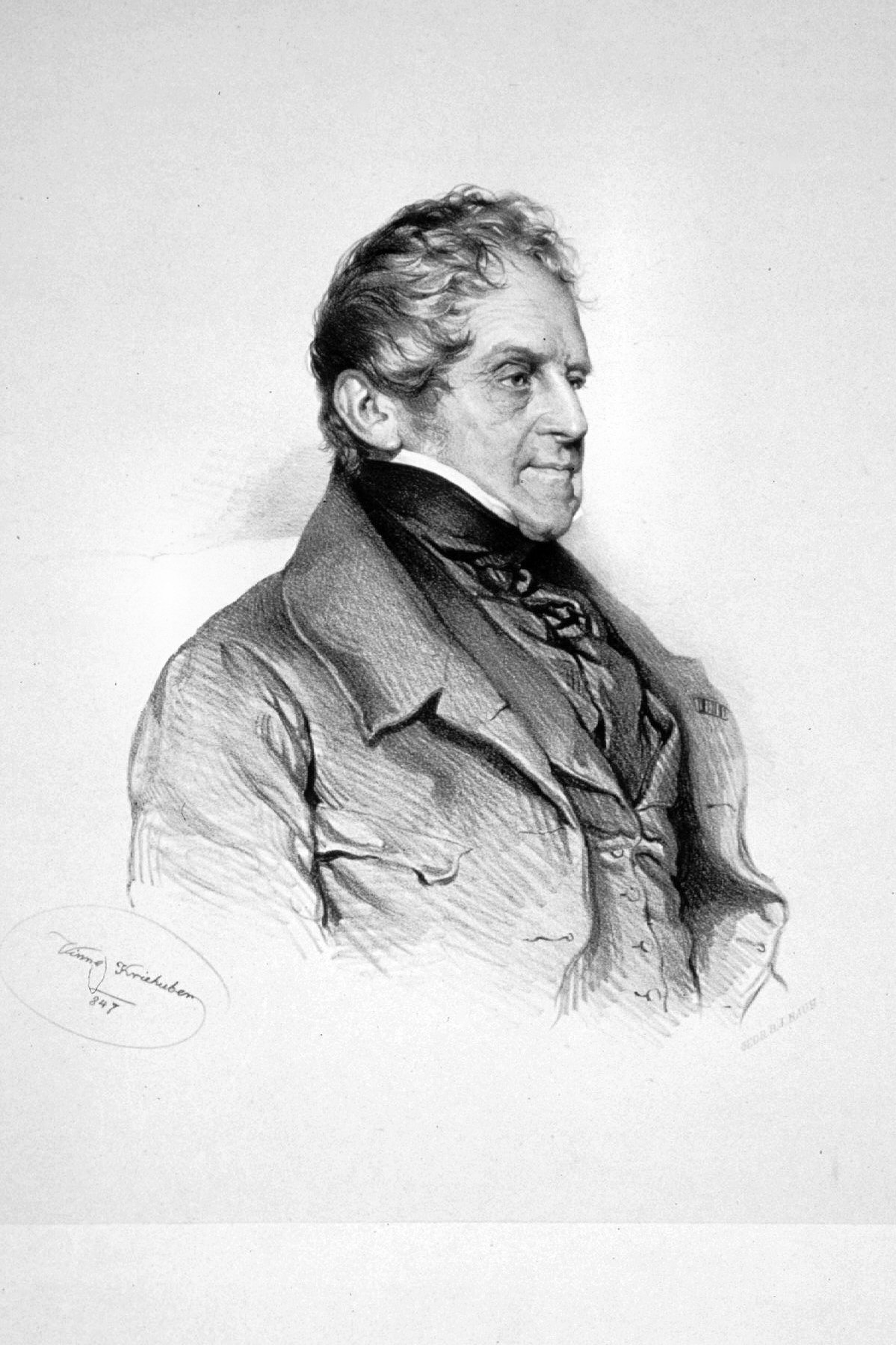
Johann Philipp von Wessenberg, Lithographie von Josef Kriehuber, 1847

## Familie
Sein Bruder war der letzte Konstanzer Generalvikar Ignaz Heinrich von Wessenberg.
Seine Tochter Henriette heiratete am 20. Januar 1827 den späteren preußischen Landrat des Landkreises Koblenz Klemens von Boos-Waldeck.

## Schriften
- Briefe des Johann Philipp Freiherrn von Wessenberg aus den Jahren 1848–1858 an Isfordint-Kostnitz, österr. Legationsrath a. D. 2 Bände, Leipzig 1877.
- Kurt Aland: Die Briefe Johann Philipps von Wessenberg an seinen Bruder. Herder, Freiburg im Breisgau 1987.